# James McPake
James McPake (Bellshill, 24 giugno 1984) è un allenatore di calcio ed ex calciatore scozzese naturalizzato nordirlandese, di ruolo difensore centrale.

## Carriera

### Club
Inizia la propria carriera nella youth academy del Livingston, esordendo in SPL nell'aprile 2004. Inizialmente non viene utilizzato molto, quindi viene mandato al Greenock Morton, prima di ritornare, dopo mezza stagione, alla base.
Nel febbraio del 2009 viene acquistato dal Coventry. Colleziona un certo numero di presenze, poi un infortunio occorsogli nel maggio 2011 ne rallenta il rendimento. Poi viene mandato in prestito all'Hibernian per metà stagione, diventandone subito capitano, conducendo gli HIbs alla salvezza. Segna anche un gol nella finale di Scottish FA Cup persa contro gli Hearts.
Il 30 giugno 2012 passa a titolo definitivo all'Hibernian, per un costo di 100mila sterline, con un contratto di 2 anni.

### Nazionale
Grazie al nonno nato a Coleraine è convocabile per la Nazionale nordirlandese. Gioca la prima partita in Nazionale il 2 giugno 2012, in amichevole contro l'Paesi Bassi, dopo avendone ricevuto convocazione il 21 maggio precedente.

## Statistiche

### Cronologia presenze e reti in nazionale
| Cronologia completa delle presenze e delle reti in nazionale ― Irlanda del Nord | Cronologia completa delle presenze e delle reti in nazionale ― Irlanda del Nord | Cronologia completa delle presenze e delle reti in nazionale ― Irlanda del Nord | Cronologia completa delle presenze e delle reti in nazionale ― Irlanda del Nord | Cronologia completa delle presenze e delle reti in nazionale ― Irlanda del Nord | Cronologia completa delle presenze e delle reti in nazionale ― Irlanda del Nord | Cronologia completa delle presenze e delle reti in nazionale ― Irlanda del Nord | Cronologia completa delle presenze e delle reti in nazionale ― Irlanda del Nord |
| Data                                                                            | Città                                                                           | In casa                                                                         | Risultato                                                                       | Ospiti                                                                          | Competizione                                                                    | Reti                                                                            | Note                                                                            |
| ------------------------------------------------------------------------------- | ------------------------------------------------------------------------------- | ------------------------------------------------------------------------------- | ------------------------------------------------------------------------------- | ------------------------------------------------------------------------------- | ------------------------------------------------------------------------------- | ------------------------------------------------------------------------------- | ------------------------------------------------------------------------------- |
| 2-6-2012                                                                        | Amsterdam                                                                       | Paesi Bassi                                                                     | 6 – 0                                                                           | Irlanda del Nord                                                                | Amichevole                                                                      | -                                                                               |                                                                                 |
| Totale                                                                          |                                                                                 | Presenze                                                                        | 1                                                                               |                                                                                 | Reti                                                                            | 0                                                                               |                                                                                 |

## Palmarès

### Allenatore

#### Competizioni nazionali
- Scottish League One: 1

Dunfermline: 2022-2023